# كأس إيطاليا 1964–65
كأس إيطاليا 1964–65 (بالإيطالية: Coppa Italia 1964-1965)‏ هو الموسم 18 من كأس إيطاليا. أشرف على تنظيمه Lega Nazionale Professionisti ‏، وكان عدد الأندية المشاركة فيه 38، وفاز فيه يوفنتوس.